# Роуэтт, Тим
Тимоти Квиллер Роуэтт (родился 12 июля 1942 г.) — британский коллекционер, известный своими видео на YouTube-канале Grand Illusions, в которых он демонстрирует собранные им за многие десятилетия игрушки, оптические иллюзии, головоломки, книги и прочие занимательные вещи из разных стран мира. Роуэтт, известный как «Тим Игрушечник» (Tim the Toyman), - бывший детский аниматор, за более чем 50-летний период собрал от 20 000 до 25 000 игрушек, многие из которых показаны в его видео.
В 2014 году Daily Mirror охарактеризовала Роуэтта как «интернет-сенсацию», а в следующем году Daily Telegraph опубликовала статью, назвав его одним из «лучших ютуберов старше 50».

## Карьера
Роуэтт работал артистом на детских праздниках с 20 лет до выхода на пенсию в 2007 году, когда ему было 65 лет. В коротком документальном фильме BBC Роуэтт сказал, что считает игрушки в своих чемоданах «мёртвыми», потому что ими больше не пользовались, и что он очень рад, что может показать их людям через свои видеоролики на YouTube. В прошлом он также жертвовал некоторые из своих старых игрушек детским больницам. Имеет степень инженера-механика.

### "Grand Illusions"
Роуэтт публикует видео на YouTube-канале Grand Illusions с 2008 года. В каждом видео он беззаботно демонстрирует и реагирует по крайней мере на одну игрушку, головоломку или оптическую иллюзию, которые либо являются частью его коллекции, либо будут продаваться через интернет-магазин игрушек, принадлежащий бренду Grand Illusions (к которому он относится как директор). Сейчас на канале несколько сотен видеороликов продолжительностью около 10 минут каждое, которые в совокупности были просмотрены сотни миллионов раз. Канал превысил один миллион подписчиков в июне 2019 года и был награждён золотой кнопкой YouTube, которую Роуэтт распаковал в видео.
Grand Illusions была основана как интернет-сообщество науки и игр в 1996 году. Его разработали Хендрик Болл и Джордж Окленд (ранее продюсеры BBC), которые в конце 90-х исследовали роль средств массовой информации и всемирной паутины. Роуэтт является личным другом Окленда и Болла и вовлёкся в проект на раннем этапе из-за своей большой коллекции игрушек. В 1998 году Grand Illusions превратилась в интернет-магазин игрушек и головоломок, в котором продаются товары, которые трудно достать. После успеха канала Grand Illusions на YouTube и внимания, которое он получил на таких сайтах, как Reddit, магазин заказал новые игрушки, а также предлагает уникальные предметы, которые изготавливаются вручную или производятся в небольших количествах.
Видео для Grand Illusions снимаются в фермерском доме XVII века на ферме Оксфордшира. Каждое из них спродюсировано Боллом и Оклендом. Интернет-магазин Grand Illusions управляется из Оксфордшира, хотя теперь товары отправляются через службу доставки в Ньюбери.

### Другая работа
В 1989 году Роуэтт вместе с Кэрол Вордерман появился в телевизионной научной программе Take Nobody's Word For It, демонстрируя оптические иллюзии.
В ряде книг Роуэтта цитировали и благодарили как коллекционера игрушек и консультанта. Роуэтт также публиковал стихи и книги в прошлом, впервые опубликовав отрывок в издании за 1999 год The Mathemagician and Pied Puzzler: Коллекция, посвящённая Мартину Гарднеру, и снова в 2001 году с частью в Puzzlers 'Tribute: A Feast for the Mind.

## Личная жизнь
Роуэетт живёт один в своём доме в Твикенхэме в Англии и утверждает, что не владел телевизором или компьютером с 1970-х годов  (однако в январе 2017 года он приобрёл модель телевизора для своей коллекции). Его описывали как «эксцентричного» и «причудливого» коллекционера. Он впервые заинтересовался игрушками, когда учился в школе-интернате в детстве, предположительно, когда матрона показала ему каталог с различными игрушками. Помимо этого, он интересуется инженерией и механикой.
В интервью Wired UK в 2014 году Роуэтт размышлял о своём возрасте, заявив: «Я считаю себя песочными часами. Большая часть меня - 112 лет, небольшая часть - мой физический возраст, а последняя часть - 12-летний мальчик»
Роуэтт утверждал, что его дом был ограблен в 1980-х, но коллекция игрушек осталась нетронутой, от чего он почувствовал «очевидное облегчение», но «обиделся, что воры недостаточно оценили игрушки, чтобы украсть их».

### Коллекция игрушек
В 2016 году Роуэтт принял участие в онлайн-сеансе вопросов и ответов «спроси меня о чём угодно» на Reddit, где он ответил на вопросы публики о своей коллекции. Среди первых игрушек Роуэтта в детстве были тачка и пищащий плюшевый мишка-панда (ошибочно указанный в AMA как медведь Паддингтон, но позже уточнённый Роуэттом в 2019 году).
Журналисты, посетившие дом Роуэтта, отметили, что его коллекция, собранная за более чем 50 лет и насчитывающая около 25 000 экспонатов занимает много места. Сообщалось, что было более 180 чемоданов, которые аккуратно сложены по годам, большая часть его стен и книжных полок заполнена предметами, включая разнообразные часы и оптические иллюзии.
Хендрик Болл, бывший продюсер BBC, который работает с Роуэттом над созданием видеороликов Grand Illusions, сказал, что Роуэтт будет носить с собой игрушки и оборудование и проводить демонстрации «всякий раз, когда наступает затишье». Однажды, пообедав в ресторане, он якобы вышел на улицу и надул большой воздушный шар, используя баллон с гелием, хранящийся в багажнике его автомобиля, затем зажёг и прикрепил бенгальский огонь, прежде чем выпустить его в воздух.

### Семья
Роуэтт родился во время Второй мировой войны в семье отца Уильяма Беркли Роуэтта, рукоположённого священника, и матери Элизабет Чиделл, которые поженились 9 октября 1934 года. У него четыре брата. У Роуэтта есть дальние родственники в Канаде, и его генеалогическое древо имеет непосредственные связи с этой страной.
В 1968 году его старший брат Дэвид, переехавший в Канаду, умер в возрасте 27 лет.

## Награды
| Год  | Премия             | Категория         | Результат   |
| ---- | ------------------ | ----------------- | ----------- |
| 2019 | 11-я Shorty Awards | Лучшее в странном | Номинирован |